# Chirurgia stomatologiczna

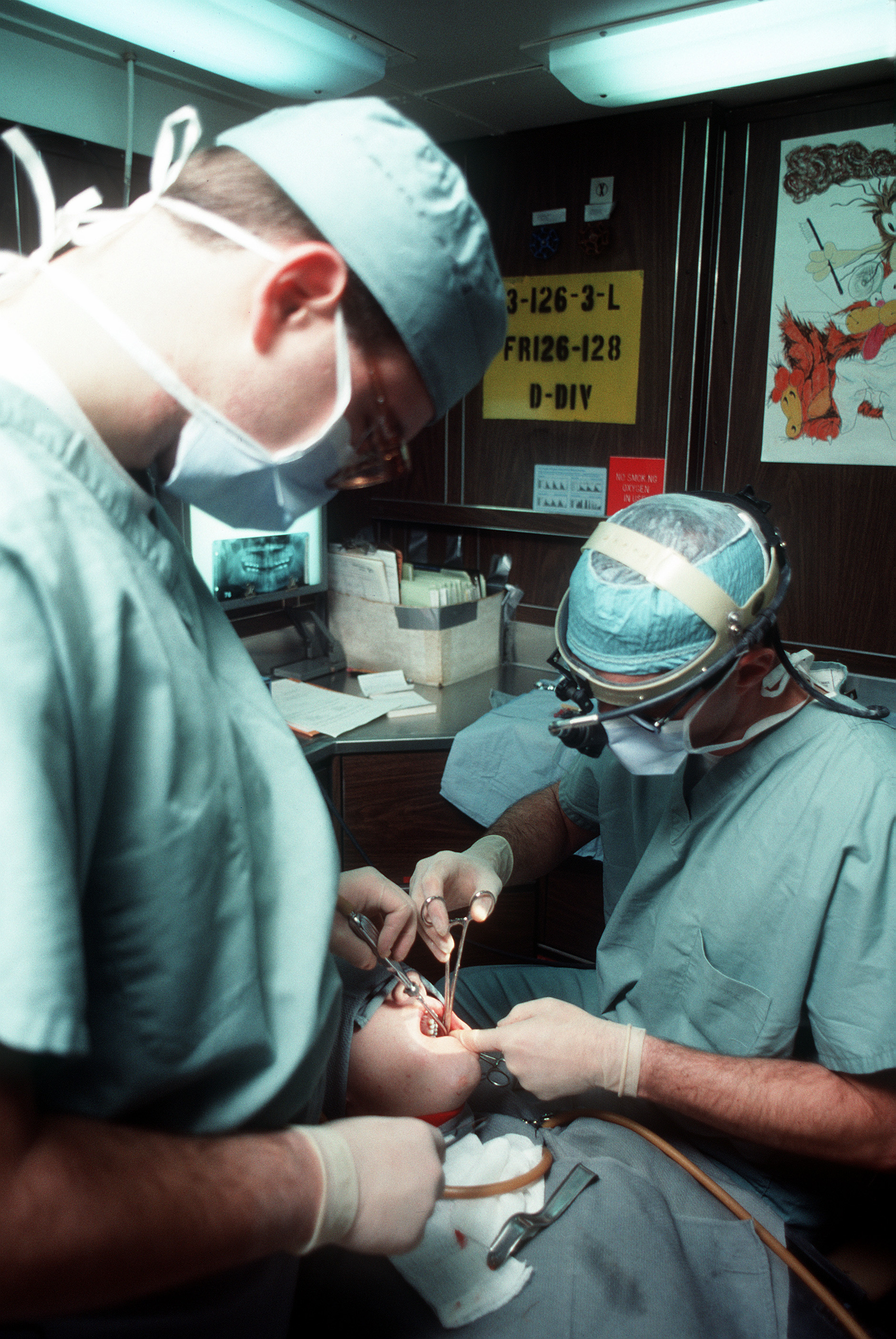
Chirurg i asystent stomatologiczny podczas ekstrakcji zęba mądrości

Chirurgia stomatologiczna – dziedzina medycyny zajmująca się leczeniem operacyjnym jamy ustnej i okolic przyległych. Wyłoniła się w drugiej połowie XIX w. jako podspecjalność stomatologii wymagająca przygotowania ogólnochirurgicznego. Jest jedną z dwóch specjalności stomatologicznych (obok ortodoncji) uzyskiwanych w Polsce, których wzajemne uznawanie przez kraje członkowskie Unii, zagwarantowane zostało w Traktacie Akcesyjnym.
W Polsce chirurgia stomatologiczna jest jedną ze specjalizacji lekarsko-dentystycznych, która trwa 4 lata, a jej konsultantem krajowym od 7 czerwca 2019 roku jest prof. dr hab. n. med. Mansur Rahnama-Hezavah.

## Zakres chirurgii stomatologicznej

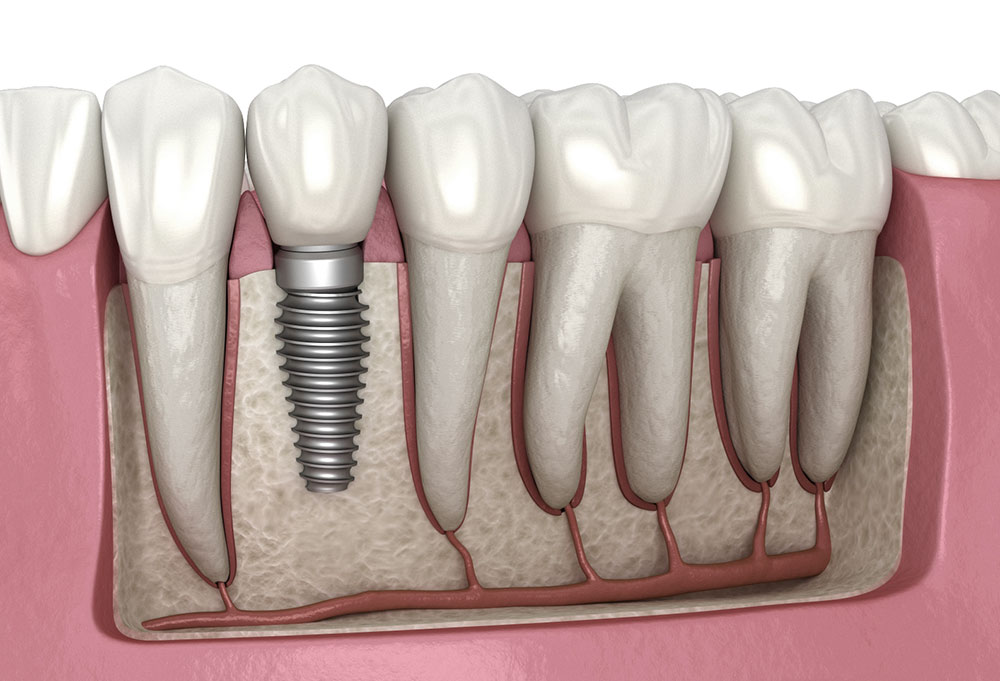
Korona protetyczna na implancie wszczepianym w kość

Zakres zabiegów wykonywanych przez chirurga stomatologa, chirurga szczękowo-twarzowego oraz laryngologa, jako lekarzy zajmujących się operacjami w obszarze twarzoczaszki, bywa różny i zależny jest od posiadanych przez operującego umiejętności. Do najczęściej wykonywanych procedur w chirurgii stomatologicznej należą:
- ekstrakcje (również zębów zatrzymanych i jeszcze niewyrzniętych), ekstrakcje zębów mądrości,
- odsłanianie zębów zatrzymanych w łuku,
- plastyki połączeń jamy ustnej z zatoką szczękową,
- leczenie ropni oraz przetok ustno-twarzowych,
- resekcje wierzchołka korzeni, hemisekcje,
- zabiegi usunięcia włókniaków, nadziąślaków, mukoceli, brodawczaków i innych zmian błony śluzowej,
- chirurgiczne przygotowanie jamy ustnej do leczenia protetycznego,
- podcinanie wędzidełek warg i języka,
- zabiegi na zatoce szczękowej – w tym Operacja Caldwella-Luca oraz zabiegi wykonywane metodą endoskopową,
- zabiegi z zakresu implantoprotetyki stomatologicznej,
- leczenie nowotworów łagodnych oraz niektórych postaci nowotworów złośliwych jamy ustnej i warg oraz guzów nowotworopodobnych,
- operacje usunięcia torbieli twarzoczaszki,
- terapia ortopedyczna złamań zębów, wyrostków zębodołowych, szczęk i żuchwy,
- farmakologiczne i operacyjne leczenie chorób gruczołów ślinowych i stawów skroniowo-żuchwowych,
- leczenie zespołów bólowych twarzoczaszki,
- zabiegi z zakresu chirurgii periodontologicznej.